# Getir

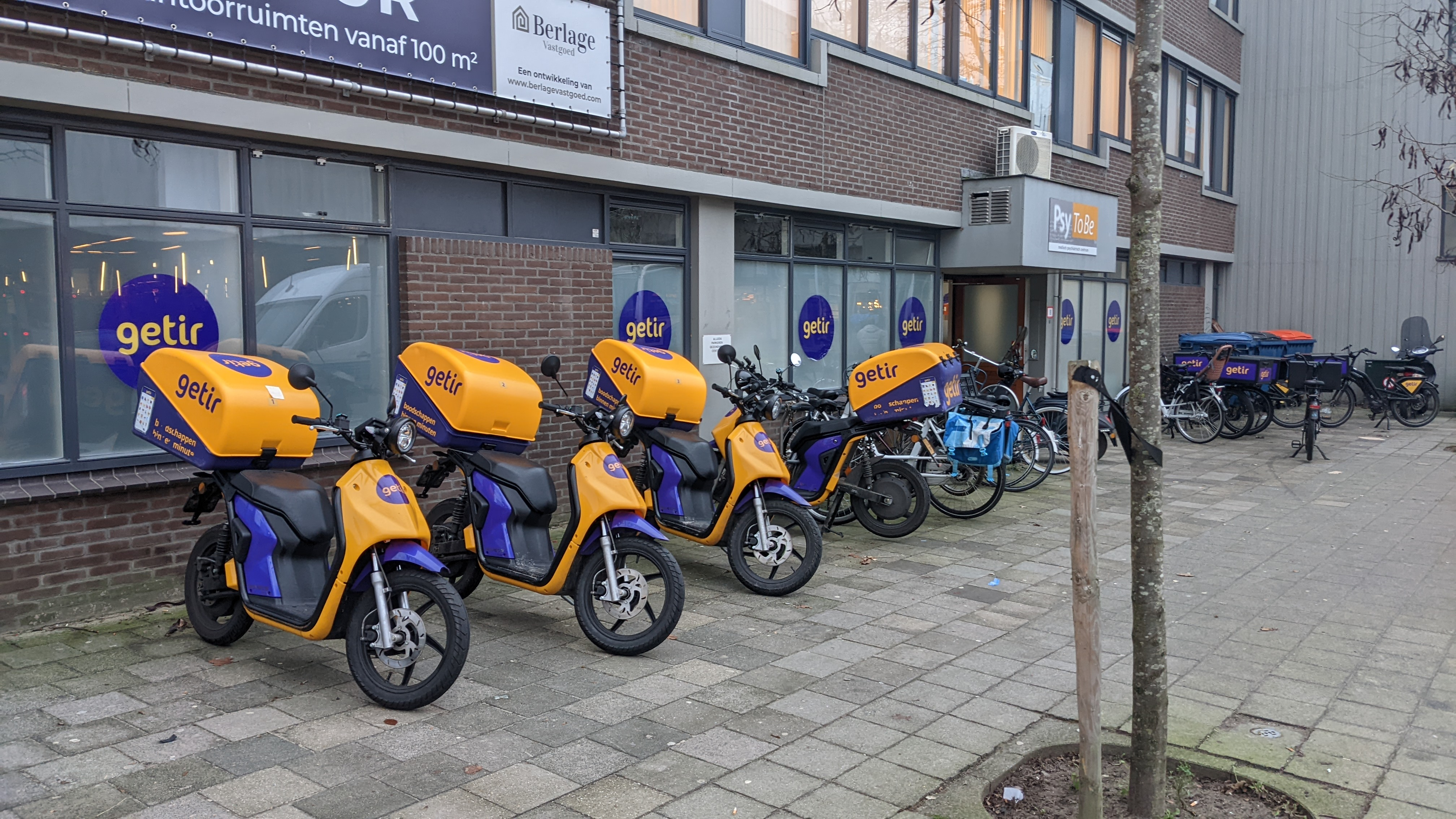
Voertuigen van het bedrijf in Rotterdam

Getir (Turks: breng) is een van oorsprong een Turkse onderneming die dagelijkse boodschappen binnen tien minuten thuisbezorgt. Afhankelijk van de locatie biedt Getir via de mobiele app flitsbezorgservice aan consumenten en koeriersdienst aan restaurants.

## Geschiedenis
Het bedrijf werd in 2015 opgericht door ondernemer Nazım Salur, die tevens ook de Turkse taxi-app BiTaksi oprichtte. Getir is sindsdien gegroeid waarbij de bestellingen in de tweede helft van 2019 verdubbelden tot bijna 1,5 miljoen in december van dat jaar.
In januari 2020 werd gemeld dat Sir Michael Moritz van Sequoia Capital US$ 25 miljoen in het bedrijf had geïnvesteerd via zijn persoonlijke beleggingsfonds Crankstart. Daarnaast werd nog eens US$ 13 miljoen geïnvesteerd door investeerders in Brazilië en Turkije. In samenwerking met Numis Securities heeft het bedrijf sinds de oprichting US$ 70 miljoen opgehaald.
In juli 2021 kocht Getir de Spaanse online supermarkt-startup BLOK en voegde verschillende grote steden in Zuid-Europa toe aan zijn bezorglocaties. In oktober van hetzelfde jaar werd Moov voor US$ 23 miljoen overgenomen door Getir. Op 23 november kocht Getir het Britse flitsbezorgservice Weezy.
In maart 2022 haalde het bedrijf zo'n US$ 0,8 miljard op aan nieuw vermogen. Mubadala Investment Company, een sovereign wealth fund gevestigd in Abu Dhabi, kreeg in ruil een aandelenbelang in Getir. Op basis van deze transactie kwam de marktwaarde van Getir op dat moment uit op ongeveer US$ 12 miljard.
In december 2022 werd de overname aangekondigd van het Duitse Gorillas. Volgens de Financial Times zou Getir € 1,2 miljard betalen voor Gorillas, maar Getir heeft dit bedrag niet willen bevestigen. Het Turkse bedrijf had in 2021 een omzet van zo'n US$ 1 miljard dollar, terwijl Gorillas bleef steken op € 220 miljoen.
In april 2023 trok Getir weer nieuw geld aan. Er kwam US$ 0,5 miljard aan nieuw kapitaal binnen, waarvan 60% van Mubadala en de rest van andere aandeelhouders. De waarde van heel Getir werd toen geraamd op US$ 6,5 miljard, dat was 45% lager dan de waardering in maart 2022.
Later in 2023 ging het slechter en Getir sloot zijn activiteiten in meerdere Europese landen, en werd er overwogen om ook in het Verenigd Koninkrijk de activiteiten te staken. In Nederland en Duitsland kromp het bedrijf significant: in Duitsland trok het bedrijf zich terug uit 17 van de 23 steden waar het nog actief was. In Nederland stopte het in zes steden en sloot het in Amsterdam nog eens vijf magazijnen. In Nederland was Getir nu in minder steden vertegenwoordigd dan vóór de overname van Gorillas. Door deze maatregel verloren 2500 medewerkers hun baan, Getir telde toen 23.000 werknemers, verspreid over vijf landen. In mei 2024 staakte Getir de flitsbezorgingen in Nederland, Groot-Brittannië, Duitsland en de Verenigde Staten. De bezorgingen in deze landen maken slechts een kleine deel van de totale omzet. Alleen in Turkije blijft het met deze activiteit actief. Met dit besluit verdwijnt ook Gorillas uit Europa. In september 2023 werd weer geld opgehaald, de waarde van heel Getir kwam toen uit op US$ 2,5 miljard.
In juni 2024 werd een opsplitsing van Getir bekendgemaakt, Mubadala was alleen bereid nieuw geld in het bedrijf te steken als aan deze voorwaarde werd voldaan. De flitsbezorging in Turkije komt apart te staan met Mubadala als grootaandeelhouder. Nazim Salur, en andere oprichters van Getir, worden de grootaandeelhouders in de overige activiteiten, waaronder e-commerce, taxidiensten en FreshDirect in New York. Uiteindelijk zijn de partijen het niet eens geworden over de definitieve voorwaarden.
Gedurende het tweede halfjaar 2024 verslechterde de financiële situatie verder en een faillissement van Getir dreigde. Mubadala stapte naar de Ondernemingskamer en eiste uitvoering van een aangepaste overeenkomst. De rechter ging hierin mee. Mubadala stopt nieuw geld in het bedrijf en scheldt een groot deel van de schulden weg, in ruil krijgt het staatsfonds de zeggenschap over Getir en een aantal dochtermaatschappijen waaronder de Turkse bank GetirFinance en de Turkse taxiapp BiTaksi.

## Activiteiten
Alle vijf de diensten van het bedrijf worden aangeboden via één Getir-app.
- Getir
- GetirFood
- GetirWater
- GetirMore
- GetirLocals

## Locaties
Getir is vanaf 2024 alleen actief in Turkije. Het was voorheen o.a. ook actief in Noord-Amerika, Nederland, Duitsland, Engeland, Frankrijk, Portugal en Spanje.